# Hidden & Dangerous 2
Hidden & Dangerous 2 ist ein Computerspiel der Firma Illusion Softworks aus dem Jahre 2003. Es ist, wie sein Vorgänger Hidden & Dangerous, ein Taktik-Shooter-Spiel mit einer Altersfreigabe ab 16 Jahren.
Das Spiel besteht aus 23 Missionen und einem Trainingscamp am Beginn, die den Spieler durch Schauplätze aus dem Zweiten Weltkrieg in Norwegen, Nordafrika, Burma, Frankreich, Österreich und Tschechien ziehen lassen. Man schlüpft während des Spiels in die Rolle von englischen SAS-Soldaten, die im Zweiten Weltkrieg die Aufgabe hatten, Sabotageakte hinter den feindlichen Linien auszuführen.
Für jede Mission stellt der Spieler ein Team aus bis zu 4 Soldaten und deren individuelle Bewaffnung und Ausrüstung detailliert zusammen. Während des Spiels kann jederzeit zwischen den Soldaten gewechselt werden. Stirbt ein Teammitglied, ist es für den Rest der Mission nicht mehr verfügbar. Ersatz kann erst bei der nächsten Mission (in einigen Fällen, wenn zwischen zwei einzelnen Missionen kein Besuch im Hauptquartier stattfinden kann, erst bei der übernächsten) beordert werden.
Die Soldaten verfügen alle über unterschiedliche Fähigkeiten wie Ausdauer, Zielgenauigkeit und Kraft. Mit Abschluss einer Mission werden diese verbessert und entsprechende Soldaten erhalten Auszeichnungen. Erfolgreich abgeschlossene Missionen kann man im Einzelspiel nochmals spielen. Ebenso ist es möglich, die einzelnen Filme, die zum Beginn einer Kampagne abgespielt werden, erneut anzusehen.
Neben den Einzelspielermissionen bietet Hidden & Dangerous 2 auch einen Mehrspielermodus, in dem Spieler in verschiedenen Spielmodi online oder via LAN gegeneinander antreten.
2004 erschien das Add-on Sabre Squadron. Dieses fügt neue Missionen und die Möglichkeit, diese online oder über LAN an der Seite anderer Spieler zu spielen hinzu.